# Bactridium quadricollis
Bactridium quadricollis es una especie de coleóptero de la familia Monotomidae.

## Distribución geográfica
Habita en Colombia.